# ITunes U

iTunes U — крупнейший в мире каталог бесплатных учебных материалов.

## О ресурсе
Миллионы людей из разных стран посещают этот ресурс каждый день. iTunes U предлагает более 1 млн. бесплатных лекций, видео, книг и других ресурсов для занятий по тысячам учебных дисциплин: от алгебры до языкознания. Эти уникальные материалы были созданы в образовательных заведениях и учреждениях культуры 30 стран, включая Стэнфордский университет, Йельский университет, Массачусетский технологический институт, Оксфордский университет, Университет Макгилла, Университет Ла Троба, Токийский университет, Национальный музей Прадо, Библиотека Смитсоновского института, Национальный театр (г. Вашингтон), Открытый университет в Великобритании, Нью-Йоркский музей современного искусства, Нью-Йоркскую публичную библиотеку и Библиотеку Конгресса.
В 2020 году Apple объявила о закрытии iTunes U.

## Издателиконтента iTunes U
1. Университеты и колледжи
2. За пределами кампуса
3. Школы

## Разделы iTunes U
1. Искусство и архитектура
2. Бизнес
3. СМИ
4. Инженерное дело
5. Здоровье и медицина
6. История
7. Языки
8. Юриспруденция и политика
9. Литература
10. Математика
11. Философия
12. Психология и социология
13. Религия и духовность
14. Наука
15. Общество
16. Образование

## Российские издатели
По состоянию на 1 июня 2014 года в российском iTunes U были представлены учебные материалы от издателей:

### Университеты и колледжи
1. Челябинский государственный университет[5]
2. Московский физико-технический университет (МФТИ)[6]
3. Колледж предпринимательства №11[7]

### Школы
1. Государственное автономное общеобразовательное учреждение республики Марий Эл «Лицей Бауманский»[8]
2. Красноярская университетская гимназия № 1 «Универс»[9]
3. Школа N 365 им. Н. З. Коляды г. Москва[10]